# NGC 4917
NGC 4917 (również PGC 44838 lub UGC 8130) – galaktyka spiralna z poprzeczką (SBb), znajdująca się w gwiazdozbiorze Psów Gończych. Odkrył ją John Herschel 20 marca 1828 roku. Jest to galaktyka z aktywnym jądrem typu LINER.